# Tarquici Prisc
Tarquici Prisc (llatí: Tarquitius Priscus) va ser un harúspex romà d'origen etrusc del segle i aC que va traduir al llatí una part de les obres etrusques sobre endevinació més importants, la Disciplina Etrusca, de les quals només s'han conservat fragments.
Dues inscripcions trobades a Tarquínia deixen constància de la transcendència d'aquest personatge, a qui hom encara erigia monuments anys després de la seva mort, ja en època imperial, per la seva contribució en la preservació de la saviesa etrusca en matèria de religió i, particularment, d'endevinació. De la seva vida hom no en sap res; la possibilitat d'identificar-lo amb personatges com Quint Tarquici o Gai Tarquici Prisc no genera consens entre els filòlegs i historiadors.
Es coneixen tres obres de Tarquici, de les quals solament han perviscut fragments conservats per altres escriptors. Un Ostentarium Tuscum, o recopilació de prodigis, del qual Macrobi (III, 7) n'ha conservat un fragment que tracta sobre el significat dels tons multicolors que poden sorgir sobre la llana de les ovelles. El mateix Macrobi dona notícia d'una altra obra, intitulada Ostentarium Arborarium, que conté una llista de llenyes favorables per cremar els monstra, és a dir, aquells animals que havien nascut amb deformacions físiques.
La tercera obra coneguda de Tarquici són, en realitat, traduccions de l'etrusc al llatí dels Libri haruspicinales i Fulgurales i part dels Libri rituales, en els quals es recollia tota la saviesa etrusca en matèria de religió, particularment de rituals i interpretació de senyals. Aquestes traduccions, acompanyades dels seus comentaris, foren referència al llarg de tota l'antiguitat i hom els va consultar fins a l'imposició del cristianisme, com ho prova la notícia d'Ammià Marcel·lí (XXV, 2.8) a propòsit de l'expedició a Pèrsia de l'emperador Julià l'any 363 dC, és a dir, quatre segles després de la mort de l'autor.